# Krutweiler
Krutweiler ist ein Stadtteil und ein Ortsbezirk der Stadt Saarburg im Landkreis Trier-Saarburg in Rheinland-Pfalz.

## Geographie
Der heutige Stadtteil liegt südlich der Kernstadt an der Saar.
Zum Ortsbezirk gehört auch der Wohnplatz Kruterberg.
Nachbarorte neben der Kernstadt Saarburg selbst im Norden und dem anderen Ortsbezirk Kahren im Westen sind Trassem im Südwesten, Kastel-Staadt im Süden, sowie auf der anderen Flussseite Serrig im Südosten.

## Geschichte
Krutweiler wurde erstmals 1393 als Kruithwylre erwähnt, in der Gemarkung wurden allerdings Besiedlungsspuren schon aus vorrömischer und römischer Zeit entdeckt. Während der Wirren des Dreißigjährigen Krieges (1618–1648) war das Dorf zeitweise unbewohnt, hatte 1702 aber wieder fünf Feuerstellen. Die Filialkirche Maria Himmelfahrt wurde 1718 errichtet.
Bis zur Auflösung von Kurtrier gehörte Krutweiler (damals noch mit der Schreibweise Cruttweiler) zum Amt Saarburg. Die Inbesitznahme des Linken Rheinufers durch französische Revolutionstruppen beendete die alte Ordnung. Der Ort wurde von 1798 bis 1814 Teil der Französischen Republik (bis 1804) und anschließend des Französischen Kaiserreichs, zugeordnet dem Kanton Saarburg im Arrondissement Trier des Saardepartements. Nach der Niederlage Napoleons kam Krutweiler 1815 aufgrund der auf dem Wiener Kongress getroffenen Vereinbarungen zum Königreich Preußen. Der Ort gehörte nun zur Bürgermeisterei Saarburg im Kreis Saarburg des Regierungsbezirks Trier an, die 1822 Teil der neu gebildeten Rheinprovinz wurde. 
Als Folge des Ersten Weltkriegs war die gesamte Region dem französischen Teil der Alliierten Rheinlandbesetzung zugeordnet. Nach dem Zweiten Weltkrieg  gehörte Krutweiler zu den Gemeinden der französischen Besatzungszone, die im Februar 1946 an das Saarland angeschlossen wurden, im Juni 1947 aber auch zu den Orten des Landkreises Saarburg, die wieder zurück gegliedert und Teil des damals neu gebildeten Landes Rheinland-Pfalz wurden.
Im Rahmen der rheinland-pfälzischen Gebiets- und Verwaltungsreform wurde der Landkreis Saarburg auf der Grundlage des „Dritten Landesgesetzes über die Verwaltungsvereinfachung im Lande Rheinland-Pfalz“ mit Wirkung vom 7. Juni 1969 aufgelöst und seine Gemeinden dem neu gebildeten Landkreis Trier-Saarburg zugeordnet. Am gleichen Tag wurde die dahin selbstständige Gemeinde Krutweiler mit zu diesem Zeitpunkt 205 Einwohnern nach Saarburg eingemeindet.

## Politik
Krutweiler ist gemäß Hauptsatzung einer von zwei Ortsbezirken der Stadt Saarburg. Der Bezirk umfasst das Gebiet der ehemaligen Gemeinde. Auf die Bildung eines Ortsbeirats wurde verzichtet. Die Interessen des Ortsbezirks werden von einem Ortsvorsteher vertreten.
Kurt Kessler wurde 2009 Ortsvorsteher von Krutweiler. Bei der Direktwahl am 26. Mai 2019 wurde er mit einem Stimmenanteil von 82,14 % und am 9. Juni 2024 als einziger Bewerber mit 76,2 % jeweils für weitere fünf Jahre in seinem Amt bestätigt.
Sein Vorgänger war Erwin Dillenburg (SPD).

## Sehenswürdigkeiten
In der Denkmalliste des Landes Rheinland-Pfalz (Stand: 2021) werden zwei Kulturdenkmäler genannt:
- Römisch-Katholische Filialkirche Maria Himmelfahrt, barocker Saalbau (bezeichnet 1718)
- Quereinhaus (1688)

## Wirtschaft und Infrastruktur
Krutweiler liegt an der Kreisstraße K 129, die entlang der Saar verläuft.